# 2024年12月以色列空袭也门
2024年12月19日凌晨，以色列对也门发动代号“白城行动”（希伯來語：מבצע העיר הלבנה）的数次空袭，造成至少9名平民死亡，3人受伤。以色列国防军在空袭中摧毀了胡塞武装在首都萨那用于军事行动的一个港口和一处石油设施，以色列称此次行动是为了报复早前胡塞武装使用无人机和导弹袭击以色列的行动。胡塞消息人士称，以色列的袭击目标是萨那附近的Heyzaz和Dhahban发电站，以及荷台达港和马里卜–拉斯伊萨石油管道。

## 背景
2023年10月7日，哈马斯对以色列发动阿克萨洪水行动造成1200人死亡，以色列随后对加沙地带发动攻势，造成45000多名巴勒斯坦人死亡。胡塞武装为了声援巴勒斯坦，在红海和亚丁湾袭击商船，并指控这些商船与以色列、美国和英国有关，但许多船只实际上与这三个国家没有任何关系。此次事件共有两艘船被击沉，四名水手丧生。银河领袖号也被劫持。以色列曾在同年7月和9月空袭也门。
此次空袭策划了数周，目的是报复也门早前对以色列的空袭。12月19日，也门再次空袭以色列，促使以色列拉响战争警报，数百万人被迫前往安全地方避难。部分导弹遭到以色列防空系统拦截，但部分导弹弹头并未在拦截时爆炸，而是落在拉马特甘一所学校内。所幸的是当时正值凌晨3点，因此没有任何孩子或人员死亡。袭击发生时，以色列战机正在前往也门途中。

## 空袭

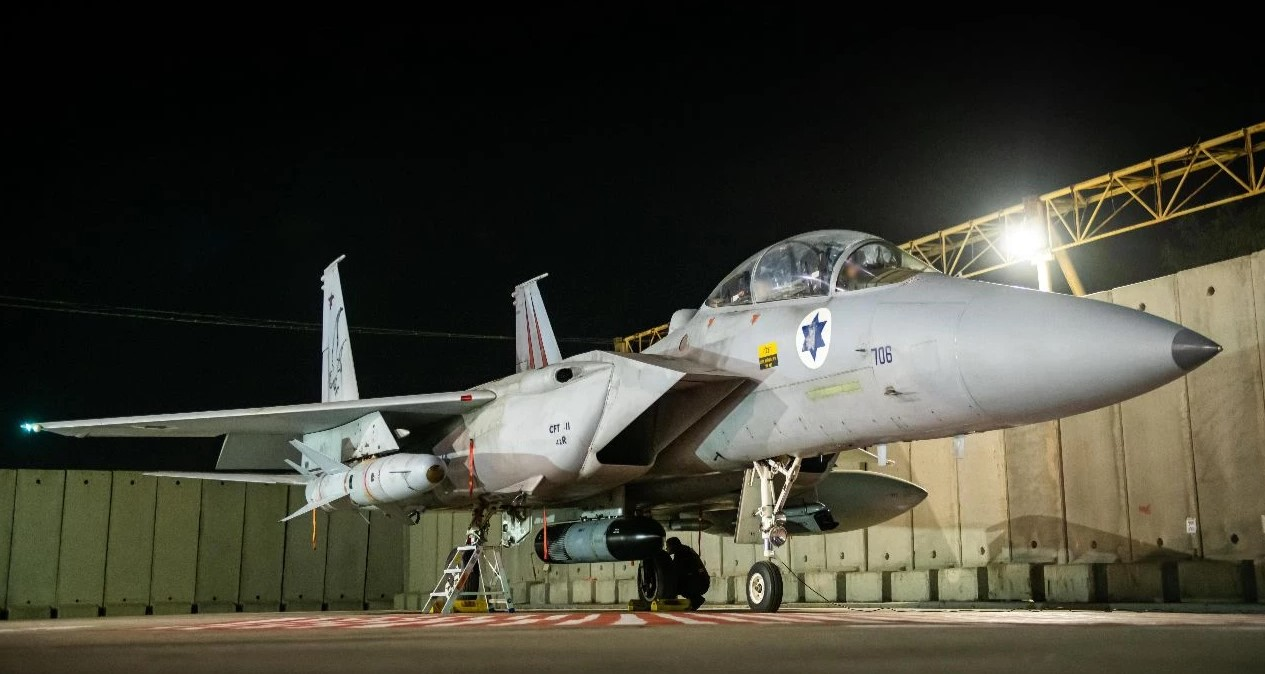
参与空袭的以色列战斗机

以色列空军派出了14架飞机参与了此次行动。这群飞机在凌晨1点左右起飞，前往1800公里的也门。此次袭击共分成两波进行，袭击了五个地区的多个目标。3点15分第一波空袭开始 ，以色列战斗机空袭了荷台达、拉斯伊萨和萨利夫港。 荷台达遭到了四次空袭，并有两次击中拉斯伊萨石油设施。 此次空袭造成萨利夫港的7人死亡，拉斯伊萨石油设施的2名员工死亡、1人受伤以及荷台达港的2人死亡，并摧毁了8艘拖船。第二波空袭在4点30分开始，以色列空袭了萨那的Dhahban和Heyzaz发电站。以色列国防军发言人丹尼尔·哈加里表示空袭的港口和能源基础设施都被胡塞武装用于军事行动。